# La collera di Maigret
La collera di Maigret (titolo originale francese Maigret se fâche), pubblicato in traduzione italiana anche col titolo La furia di Maigret, è un romanzo poliziesco di Georges Simenon con protagonista il Commissario Maigret, il ventiseiesimo della serie dedicata al celebre investigatore, qui, per la seconda volta dalla sua nascita, di nuovo in pensione, così come nel romanzo Maigret del 1934.
Iniziato in rue de Turenne a Parigi e completato a Saint-Fargeau-Ponthierry nell'agosto del 1945, uscì dapprima a puntate sul quotidiano France-Soir nel 1946 (nn° 536-579, dal 19 marzo al 9 maggio 1946) con le illustrazioni di André Hofer. Fu pubblicato presso l'editore Presses de la Cité il 22 luglio 1947, nella raccolta La pipe de Maigret insieme al racconto eponimo La pipa di Maigret.
Il romanzo è ambientato a "Orsenne", un piccolo villaggio che nella finzione descritta da Simenon si trova sulle rive della Senna. In un primo momento, alcuni critici hanno creduto che in realtà Simenon si riferisse a Seine-Port o Morsang-sur-Seine, tramutati in "Orsenne" per un semplice gioco di parole, ma alcuni ricercatori hanno in seguito scoperto, grazie a visite ai luoghi e interviste ai locali, che l'ispirazione arrivava in realtà dal villaggio di Le Coudray-Montceaux, dove Simenon aveva trascorso un breve periodo qualche anno prima.

Da ricordare l'incipit di questo romanzo dove si trova una delle più appassionate descrizioni della signora Maigret:
Simenon inserisce nel testo un tocco di gotico, in particolare nella scena dove l'abietto Ernest Malik si aggira, spiato da Maigret, per il canile abbandonato dove tiene segregato il figlio sedicenne.

## Trama

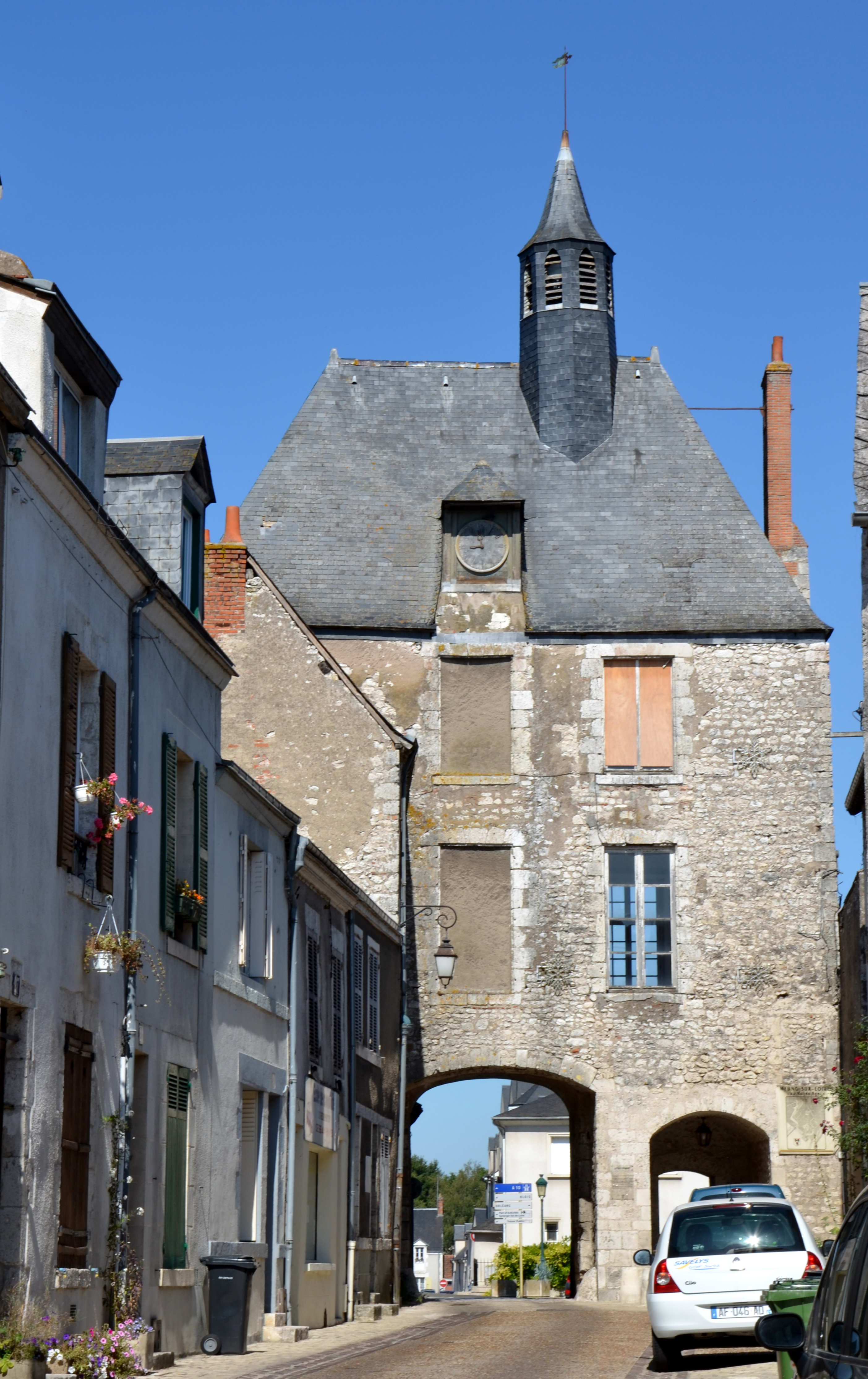
Meung-sur-Loire

Da poco andato in pensione e ritiratosi a Meung-sur-Loire, Maigret riceve la visita di Bernadette Amorelle, una ricca signora ottuagenaria che lo convince a indagare sull'improvviso suicidio per annegamento di sua nipote Monita. L'inchiesta, seppur non ufficiale, si svolge a Orsenne, paese di invenzione di Simenon, dove vivono gli Amorelle, una ricca famiglia di imprenditori. Qui, oltre all'anziana signora, vivono le due figlie: Aimée, sposata con Charles Malik (e genitori della scomparsa Monita), e Laurence, sposata con Ernest Malik, fratello di Charles (più i due loro figli, tra cui il più piccolo Georges-Henry, completamente asservito al padre). Maigret riconosce in Ernest un vecchio compagno di scuola del quale non conserva un buon ricordo.
Poco a poco, il commissario scopre che la famiglia è interamente dominata da Ernest, che già anni prima spinse al suicidio il fidanzato della futura cognata perché di lei innamorato, poi ne aveva sposato la sorella, essendo Aimée troppo giovane, e infine aveva fatto convolare quest'ultima a nozze col fratello, a sua volta suo zimbello, pur rimanendone l'amante. È lui il vero e unico dominatore della famiglia e delle aziende. È per qualcosa che ha visto che Georges-Henry vive in un mondo proprio e si rifiuta di uscire (ma manteneva un rapporto stretto con la cugina ora morta, forse ne era innamorato). Mentre Maigret cerca di comprendere il perché del suicidio, l'anziana signora spara al genero Ernest Malik, uccidendolo. Spiegherà poi a Maigret come anche la nipote fosse in verità figlia di Ernest e questa, scoprendo per caso il segreto, aveva deciso di togliersi la vita. La vecchia sapeva inoltre che Georges-Henry e Monita si piacevano e che anche lui potrebbe uccidersi, se lei non avesse deciso di liberarlo dalla presenza ingombrante del padre.

## Adattamenti

### Televisione
- Episodio dal titolo The Dirty House, facente parte della serie televisiva Maigret, diretto da Terence Williams e trasmesso per la prima volta sulla BBC il 5 novembre 1962, con Rupert Davies nel ruolo del commissario Maigret.
- Episodio dal titolo Maigret se fâche, facente parte della serie televisiva Les enquêtes du commissaire Maigret, realizzata da François Villiers, adattato da Claude Barma e Jacques Rémy, trasmesso per la prima volta su Antenne 2 il 2 marzo 1972, con Jean Richard nel ruolo del commissario Maigret.

## Edizioni italiane
- La collera di Maigret, traduzione di Giannetto Bongiovanni, Collana Il girasole. Biblioteca Economica nº 121, Milano, Mondadori, 1959.[5] - Collana Il girasole n.196, Mondadori, 1961; Collana Le inchieste del commissario Maigret n.72, Mondadori, 1968; Collana Oscar n.721, Mondadori, 1976; Collana Oscar Gialli n.287, Mondadori, 1993; Postfazione di Alberto Savinio, Collana Oscar Narrativa n.1367, Mondadori, 1994.[6]
- La furia di Maigret, traduzione di Margherita Belardetti, Collana gli Adelphi. Le inchieste di Maigret n.212, Milano, Adelphi, 2002,  p. 145, ISBN 978-88-459-1711-0.
- La furia di Maigret, in  I Maigret 6, Collana Maigret, Milano, Adelphi, 2014, ISBN 978-88-459-2952-6. - nuova ed., Adelphi, 2019, ISBN 978-88-459-3378-3.